# Шорозинью
Шорозинью (порт. Chorozinho)  —  муниципалитет в Бразилии, входит в штат Сеара. Составная часть мезорегиона Север штата Сеара. Находится в составе крупной городской агломерации Агломерация Форталеза. Входит в экономико-статистический  микрорегион Шорозинью. Население составляет 21 083 человека на 2006 год. Занимает площадь 278,400 км². Плотность населения — 75,7 чел./км².

## История
Город основан 13 марта 1987 года. 

## Статистика
- Валовой внутренний продукт на 2004 составляет 50.221.000,00 реалов (данные: Бразильский институт географии и статистики).
- Валовой внутренний продукт на душу населения на 2004 составляет 2.467,00 реалов (данные: Бразильский институт географии и статистики).
- Индекс развития человеческого потенциала на 2000 составляет 0,633 (данные: Программа развития ООН).